# Hadrolecocatantops uvinza
Hadrolecocatantops uvinza is een rechtvleugelig insect uit de familie veldsprinkhanen (Acrididae). De wetenschappelijke naam van deze soort is voor het eerst geldig gepubliceerd in 1994 door Jago.
1. ↑  (en) Hadrolecocatantops uvinza op de IUCN Red List of Threatened Species.